# Hymeniacidon variospiculata
Hymeniacidon variospiculata är en svampdjursart som beskrevs av Arthur Dendy 1922. Hymeniacidon variospiculata ingår i släktet Hymeniacidon och familjen Halichondriidae.
Artens utbredningsområde är Indiska oceanen. Inga underarter finns listade i Catalogue of Life.